# Cryptospora
Cryptospora es un género  de plantas fanerógamas de la familia Brassicaceae. Comprende 20 especies descritas y de estas, solo 4 aceptadas.

## Taxonomía
El género fue descrito por Kar. & Kir. y publicado en Bulletin de la Société Impériale des Naturalistes de Moscou 15: 161. 1842.

## Especies aceptadas
A continuación se brinda un listado de las especies del género Cryptospora aceptadas hasta julio de 2014, ordenadas alfabéticamente. Para cada una se indica el nombre binomial seguido del autor, abreviado según las convenciones y usos.
- Cryptospora falcata Kar. & Kir.
- Cryptospora inconspicua (Kom.) O.E.Schulz
- Cryptospora trichocarpa Botsch.